# Teniloxazine
Teniloxazine (Lucelan, Metatone), còn được gọi là sufoxazine và sulfoxazine, là một loại thuốc được bán trên thị trường Nhật Bản. Mặc dù ban đầu được nghiên cứu như một chất bảo vệ thần kinh và nootropic để điều trị suy mạch máu não vào những năm 1980, cuối cùng nó đã được phát triển và được phê duyệt như một thuốc chống trầm cảm thay thế. Nó hoạt động như một chất ức chế tái hấp thu norepinephrine mạnh, với sự chọn lọc công bằng đối với các chất vận chuyển serotonin và dopamine, và cũng hoạt động như một chất đối kháng của thụ thể 5-HT2A.